# Tuvesjön, Småland
Tuvesjön är en sjö i Ljungby kommun i Småland och ingår i Helge ås huvudavrinningsområde. Sjön är 11,6 meter djup, har en yta på 1,18 kvadratkilometer och befinner sig 135 meter över havet. Sjön avvattnas av vattendraget Issjöabäcken. Vid provfiske har bland annat abborre, braxen, gers och gädda fångats i sjön.

## Delavrinningsområde
Tuvesjön ingår i det delavrinningsområde (628056-137887) som SMHI kallar för Utloppet av Tuvesjön. Medelhöjden är 144 meter över havet och ytan är 6,12 kvadratkilometer. Det finns inga avrinningsområden uppströms utan avrinningsområdet är högsta punkten. Issjöabäcken som avvattnar avrinningsområdet har biflödesordning 3, vilket innebär att vattnet flödar genom totalt 3 vattendrag innan det når havet efter 140 kilometer. Avrinningsområdet består mestadels av skog (64 %). Avrinningsområdet har 1,17 kvadratkilometer vattenytor vilket ger det en sjöprocent på 19,2 %.

## Fisk
Vid provfiske har följande fisk fångats i sjön:
- Abborre
- Braxen
- Gärs
- Gädda
- Mört
- Sik